# Güterlore

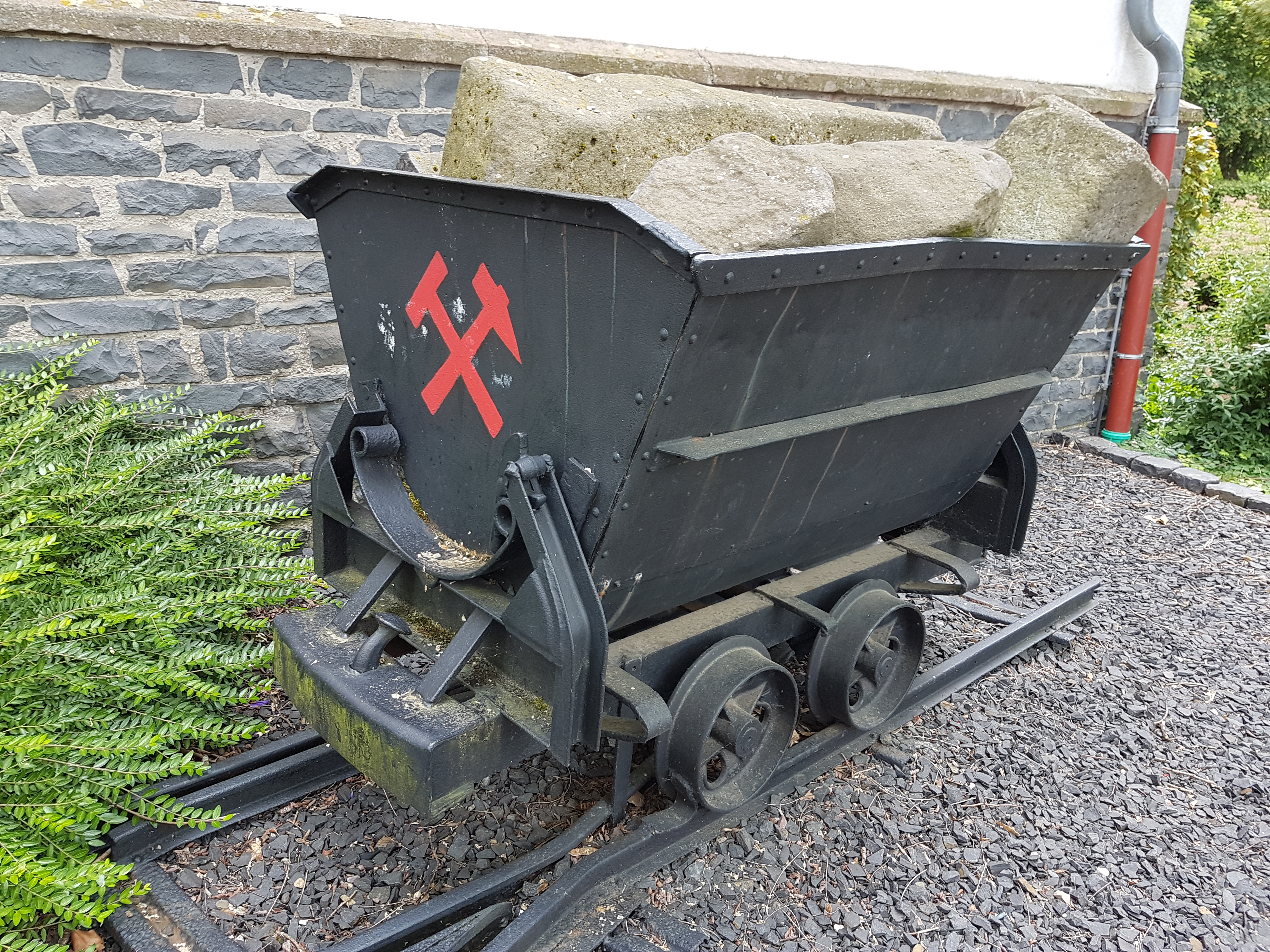
Güterlore vom Basaltabbau in Obertiefenbach (Beselich)

Eine Güterlore, auch als Kipplore oder Lore (früher auch Lowry geschrieben) bezeichnet, ist ein Schienentransportwagen, der vor allem zum Transport von Schüttgut wie zum Beispiel Sand und Abraum verwendet wird. Im Unterschied zum Grubenhunt besitzt sie meistens eine Kippmulde.
Diese Loren werden hauptsächlich auf Feldbahnen eingesetzt. Sie werden aber auch in Schmalspur- oder Normalspur-Ausführung auf Straßenbahnen für den Transport eigener Betriebsmittel eingesetzt.
Weitere Beispiele für Loren sind Holztransportloren, Gitterkastenloren für Torf, Tankloren als mobile Tankstellen für ausgedehnte Netze, Ziegeltrockenloren, Personenloren und Arbeitsloren mit mobiler Gleisbiegeeinrichtung. Bei der Beseitigung der Trümmer zerstörter Gebäude nach dem Zweiten Weltkrieg spielten die Loren beim Einsatz der Trümmerbahn eine herausragende Rolle.
Als Loren werden auch die Behälter bezeichnet, die als Fahrbetriebsmittel bei Lorenseilbahnen verwendet werden.

## Bildergalerie

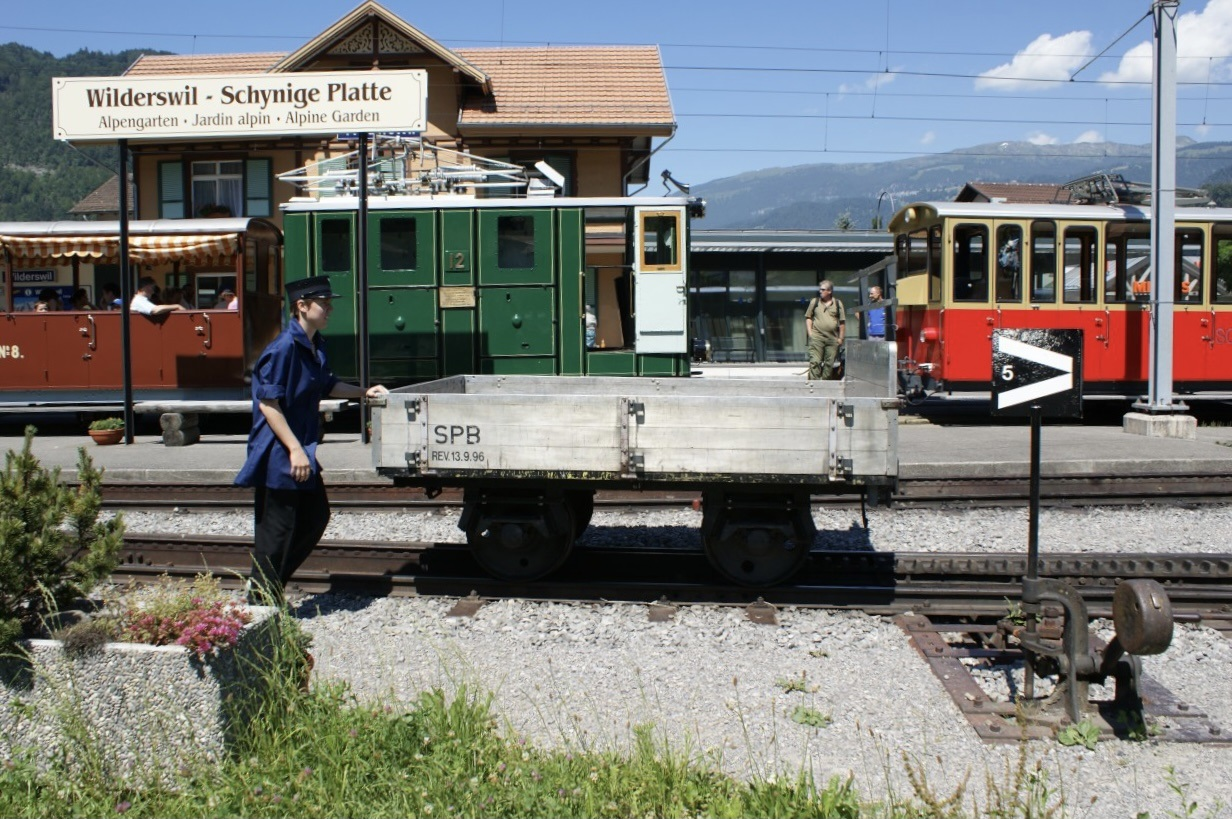
Bahnhof Wilderswil mit Zügen und einer Lore der SPB
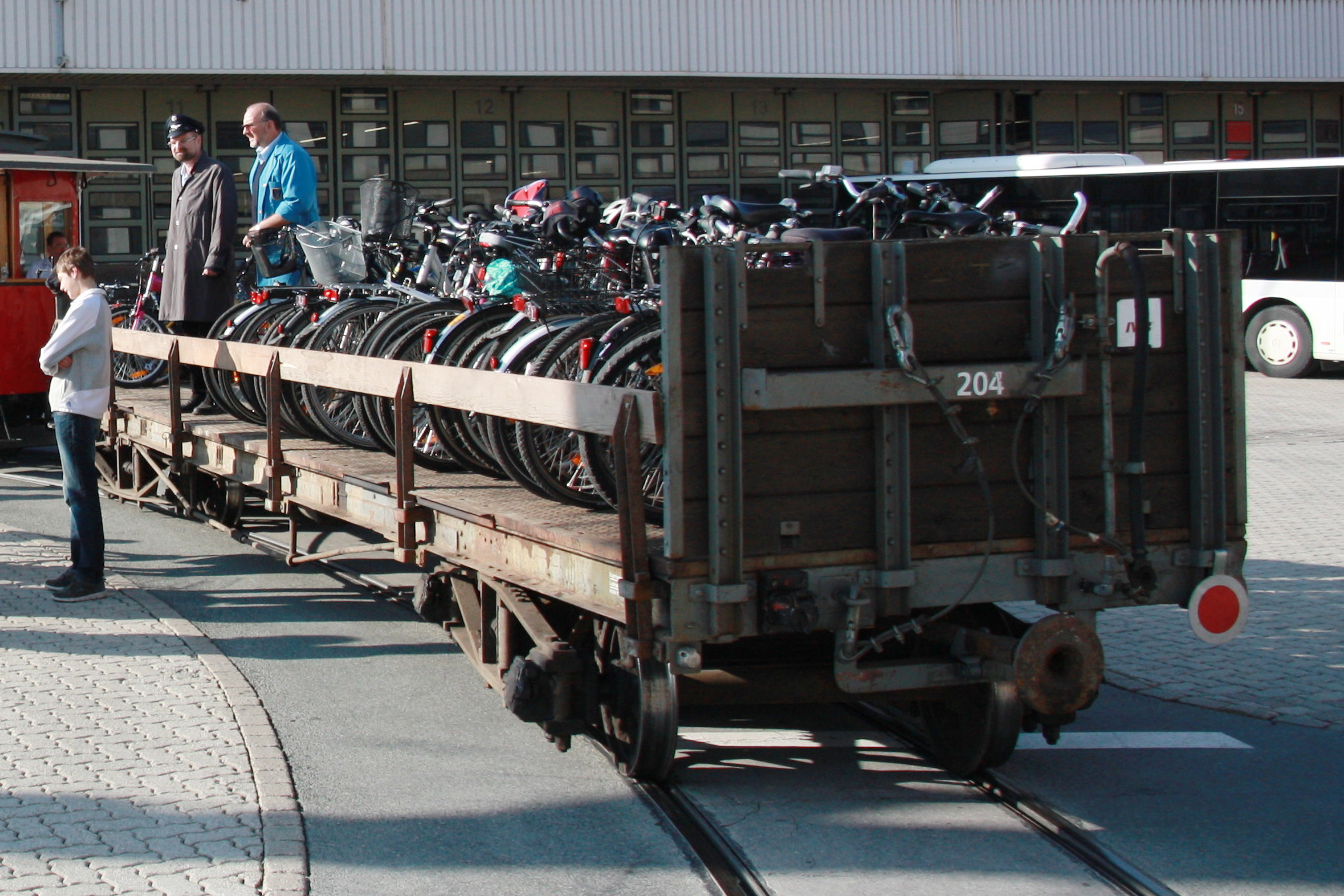
Niederbordlore der IVB
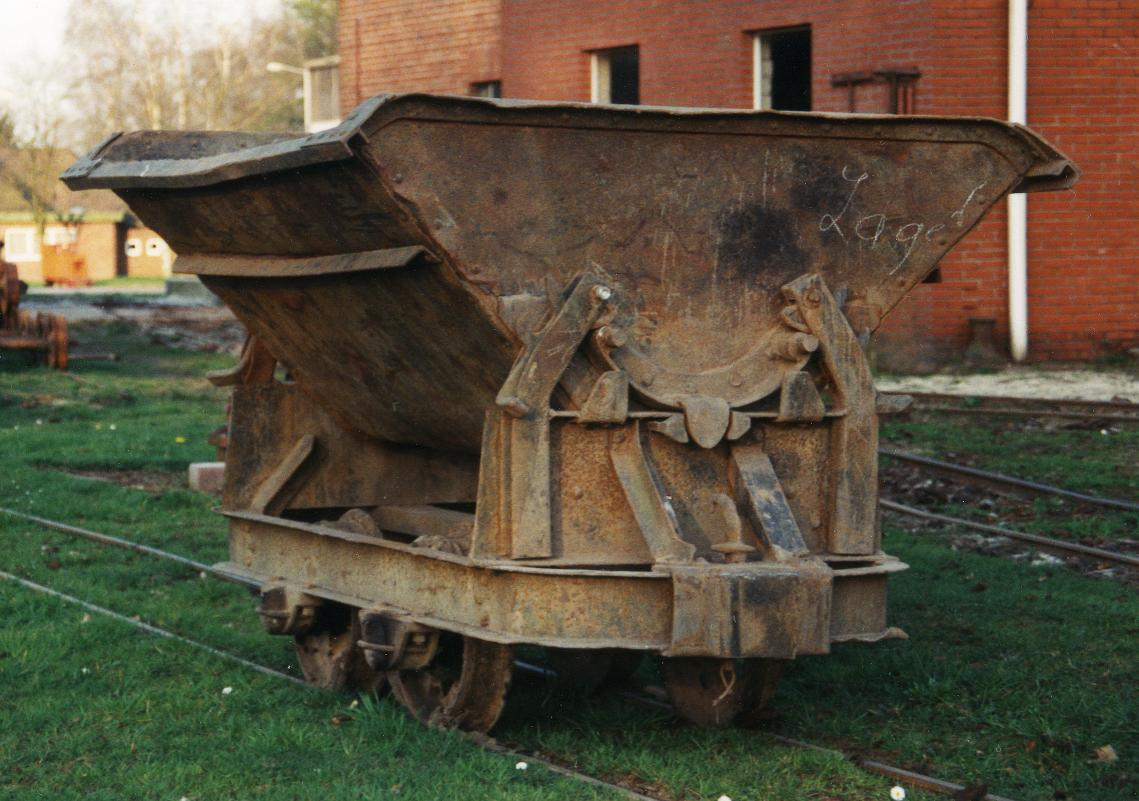
Kipplore in einem Torfwerk

## Rezeption
Das Kirchenschiff der kroatischen St.-Barbara-Kirche im Bergarbeiterort Raša ist einer umgedrehten Lore nachempfunden.

## Spezielle Bauformen
- Schnabel-Rundkipplore